# توري أورسايا
توري أورسايا(بالإيطالية: La Turri)‏ هي بلدة وكومونا في مقاطعة سلرنو في منطقة كمبانية بجنوب غرب إيطاليا.